# Río Kagera
El río Kagera es un río del África Oriental, el mayor tributario del lago Victoria y uno de los ríos de la cabecera del río Nilo. El río forma la frontera natural entre Tanzania y Ruanda y, más tarde, entre Tanzania y Uganda. Tiene una longitud, sin incluir sus fuentes, de 400 km.

## Geografía
El río Kagera nace en la confluencia de los ríos Nyabarongo y Ruvubu. El Nyabarongo nace en Ruanda, cerca del extremo septentrional del lago Tanganica como confluencia de una serie de arroyos. El principal, el Rukarara, nace en el corazón de bosque tropical de Nyungwe, en la provincia Occidental. El Nyabarongo recibe primero el nombre de Mwogo y al confluir con el río Mbrirurume, el de Nyabarongo. Cuando el Nyabarongo confluye a su vez con el Akanyaru, da lugar al nacimiento del río Akagera, y, aguas abajo, al recibir éste por la derecha al río Ruvubu, da lugar finalmente al río Kagera.
El Kagera fluye hacia el norte, constituyendo durante la primera mitad de su recorrido la frontera natural entre Tanzania y Ruanda. En este primer tramo el río forma primero el límite occidental de la reserva tanzana de Rusuma Falls-Burigi Game, y, más adelante, durante un largo tramo, el límite oriental del ugandés Parque nacional de Akagera, que lleva su nombre por el río.  
Cerca de Kagitumba, el río cambia repentinamente de dirección hacia el este, en un punto en que forma una trifrontera entre Ruanda, Tanzania y Uganda. Sigue al este el río siendo la frontera tanzano-ugandesa. Luego describe una amplia curva hacia el sur adentrándose por territorio tanzano y de nuevo vuelve, ya su tramo final, a ser frontera entre Tanzania y Uganda. Desemboca por último en el lago Victoria por la parte central de la orilla occidental, a unos 40 km al norte de la ciudad de Bukoba.
Su cabecera es la fuente del río Nilo más alejada del mar Mediterráneo: así considerado, el Nilo-Kagera es el segundo río más largo del mundo, con una longitud de 6.756 km.

## Hidrología
El río Kagera y sus afluentes drenan la mayor parte del territorio de Ruanda. Los principales afluentes del río son:
- por la margen izquierda:

- río Muvumba;
- río Karangaza;
- río Kamiramugezi;

- por la margen derecha:

- río Ruvubu;

## Historia
Durante el genocidio de Ruanda, el río Kagera y sus afluentes drenaron los cuerpos de miles de personas en el lago Victoria, donde Uganda tuvo que declarar el estado de emergencia por la magnitud de la situación.